# Фішерс (Індіана)
Фішерс (англ. Fishers) — місто (англ. city) в США, в окрузі Гамільтон штату Індіана. Населення — 98 977 осіб (2020).

## Географія
Фішерс розташований за координатами 39°57′36″ пн. ш. 85°58′13″ зх. д. / 39.96000° пн. ш. 85.97028° зх. д. (39.959889, -85.970292).  За даними Бюро перепису населення США в 2010 році місто мало площу 92,81 км², з яких 86,99 км² — суходіл та 5,82 км² — водойми.

### Клімат
| Клімат : Фішерс       | Клімат : Фішерс | Клімат : Фішерс | Клімат : Фішерс | Клімат : Фішерс | Клімат : Фішерс | Клімат : Фішерс | Клімат : Фішерс | Клімат : Фішерс | Клімат : Фішерс | Клімат : Фішерс | Клімат : Фішерс | Клімат : Фішерс | Клімат : Фішерс |
| Показник              | Січ.            | Лют.            | Бер.            | Квіт.           | Трав.           | Черв.           | Лип.            | Серп.           | Вер.            | Жовт.           | Лист.           | Груд.           | Рік             |
| Середній максимум, °C | 1,1             | 3,9             | 10,0            | 16,7            | 22,2            | 27,2            | 29,4            | 28,3            | 25,0            | 18,3            | 10,6            | 3,3             | 16,1            |
| Середній мінімум, °C  | −8,3            | −6,7            | −1,7            | 3,9             | 10,0            | 15,6            | 17,8            | 16,7            | 12,2            | 5,6             | 0,6             | −5              | 6,1             |
| Норма опадів, мм      | 61              | 64              | 83              | 100             | 123             | 105             | 114             | 103             | 84              | 77              | 96              | 80              | 1090            |
| --------------------- | --------------- | --------------- | --------------- | --------------- | --------------- | --------------- | --------------- | --------------- | --------------- | --------------- | --------------- | --------------- | --------------- |
| Джерело: City-Data    |                 |                 |                 |                 |                 |                 |                 |                 |                 |                 |                 |                 |                 |

## Демографія
Згідно з переписом 2010 року, у місті мешкали 76 794 особи в 27 218 домогосподарствах у складі 20 404 родин. Густота населення становила 827 осіб/км².  Було 28511 помешкання (307/км²).
Расовий склад населення:
| - 85,6 % — білих - 5,6 % — чорних або афроамериканців - 5,5 % — азіатів - 0,2 % — корінних американців - 1,1 % — осіб інших рас |

До двох чи більше рас належало 2,1 %. Частка іспаномовних становила 3,4 % від усіх жителів.
За віковим діапазоном населення розподілялося таким чином: 33,0 % — особи молодші 18 років, 61,5 % — особи у віці 18—64 років, 5,5 % — особи у віці 65 років та старші. Медіана віку мешканця становила 33,2 року. На 100 осіб жіночої статі у місті припадало 94,5 чоловіків;  на 100 жінок у віці від 18 років та старших — 90,8 чоловіків також старших 18 років.
Середній дохід на одне домашнє господарство  становив 117 183 долари США (медіана — 95 487), а середній дохід на одну сім'ю — 133 648 доларів (медіана — 110 668). Медіана доходів становила 73 865 доларів для чоловіків та 51 779 доларів для жінок. За межею бідності перебувало 3,2 % осіб, у тому числі 3,0 % дітей у віці до 18 років та 3,1 % осіб у віці 65 років та старших.
Цивільне працевлаштоване населення становило 43 431 осіб. Основні галузі зайнятості: освіта, охорона здоров'я та соціальна допомога — 25,2 %, науковці, спеціалісти, менеджери — 16,6 %, фінанси, страхування та нерухомість — 12,1 %, роздрібна торгівля — 10,7 %.